# Nils Petter Sundgren
Nils Henrik Christian Sundgren, känd som Nils Petter Sundgren, född 24 februari 1929 i Bromma, Stockholm, död 30 december 2019 i Oscars distrikt i Stockholm, var en svensk filmkritiker, programledare, kulturjournalist, litteraturvetare och översättare.

## Biografi
Nils Petter Sundgren var son till flygläkaren vid Roslagens flygflottilj Nils E.G. Sundgren och filosofie magister Birgit Lilliedahl. Sundgren var programledare för Filmkrönikan i Sveriges Television åren 1963–1991. Han var filmchef på SVT2 1969–1987.
Han har skrivit i Sköna Hem
År 1993 blev han filmkritiker i TV4 tillsammans med Hans Wiklund i TV-programmet Bionytt. Året därpå var han med om att instifta TV4:s filmpris Guldsolen som han själv delade ut till den som han ansåg förtjänat uppmärksamhet för sina insatser inom filmen. Sundgren slutade som filmkritiker 2006,  och tilldelades 19 juni samma år professors namn. Den 22 januari 2007 fick han en Guldbagge (hederspriset) för sina insatser som filmkritiker.
Han var gift första gången 1963–1982 med skådespelerskan och naprapaten Susanne Ulfsäter (född 1939). De fick fyra barn tillsammans. Andra gången var han gift från 1982 till sin död med fotomodellen Ulla Gelin (född 1939), dotter till botanikern Olov Gelin och Inga, ogift Bergfeldt.